# Evanston, Wyoming
Evanston, Wyoming là thủ phủ của hạt Uinta trong bang Wyoming, Hoa Kỳ.
Thành phố có tổng diện tích 26,73 km², trong đó diện tích đất là 26,60 km². Theo điều tra dân số Hoa Kỳ năm 2010, thành phố có dân số 12.090 người.